# لوسيانا سافادو
لوسيانا سافادو (بالإسبانية: Luciana Salvadó) مواليد 3 أبريل 1990، هي لاعبة كرة يد أرجنتينية تلعب كجناح أيسر. تلعب حاليا مع فيرو كاريل أويستي. مثلت منتخب الأرجنتين لكرة اليد للسيدات. شاركت في دورة الألعاب الأولمبية الصيفية سنة 2016. حققت المركز الثاني في دورة الألعاب الأمريكية 2011.

## سجل المنافسة
شاركت في البطولات التالية:
- الألعاب الأولمبية الصيفية 2016
- بطولة العالم لكرة اليد للسيدات 2011
- بطولة العالم لكرة اليد للسيدات 2015

## الميداليات
| الميدالية | المسابقة                    |
| --------- | --------------------------- |
| فضية      | دورة الألعاب الأمريكية 2011 |
| فضية      | دورة الألعاب الأمريكية 2015 |

## روابط خارجية
- لوسيانا سافادو على موقع أوليمبيديا (الإنجليزية)
- لوسيانا سافادو على موقع اللجنة الأولمبية الأرجنتينية (الإسبانية)